# Žalm 95

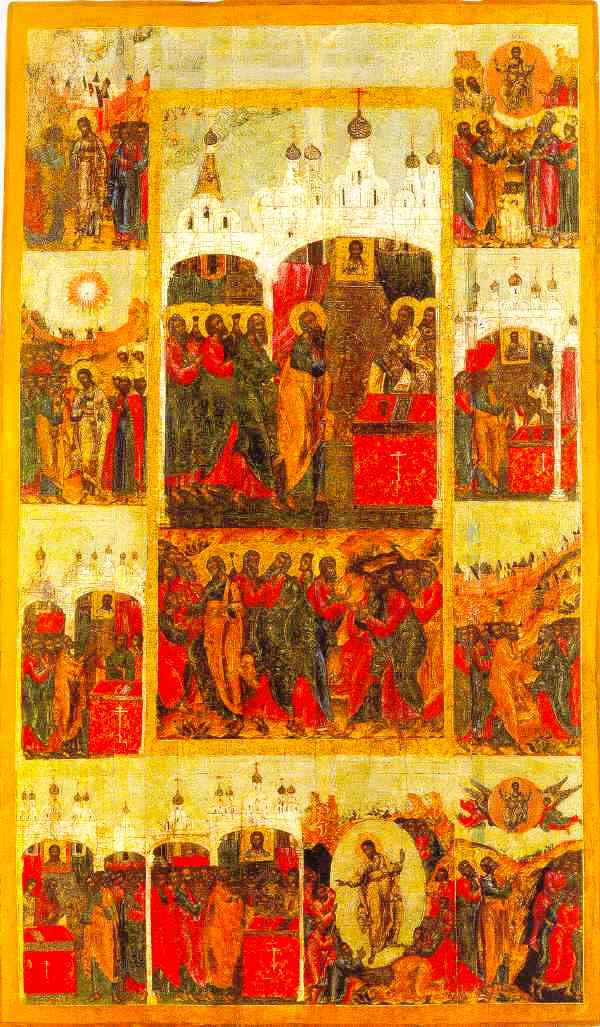
Žalm 95

Žalm 95 ("Pojďte, zaplesejme Hospodinu", podle řeckého číslování žalm 94) je biblický žalm. Není nijak nadepsán, je anonymní (Septuaginta jej připisovala králi Davidovi). Patrně šlo o jeden z liturgických zpěvů z období jeruzalémského chrámu. Podle židovské tradice byl žalm sepsán Mojžíšem a rabín Aryeh Kaplan se na základě midraše domnívá, že byl určen společně s dalšími žalmy, jež sepsal Mojžíš, k použití jako prostředek k dosažení proroctví.

## Charakteristika
Jeho obsahem je chvála Boží dobroty a moci, jíž využívá k tomu, aby zajistil štěstí svého lidu. V závěru žalmu je ale připomenuto, že byli Izraelité potrestáni za své selhání a nevěrnost čtyřicetiletým putováním na poušti. Žalm se tedy po sedmém verši zřetelně dělí na dvě části, což vede k domněnce, že šlo původně o fragmenty dvou textů, které byly až v pozdějším období spojeny do jednoho. V římskokatolické církvi je znám pod latinským názvem Venite, exultemus Domino (někdy jen Venite) a je jednou z klíčových součástí liturgie hodin (je hlavní součástí modlitby invitatiorium neboli uvedení do první modlitby dne).

## Užití v liturgii
V judaismu je žalm recitován při zahájení Šabatu, kdy je podle siduru součástí liturgie zvané Kabalat Šabat („Přivítání Šabatu“).

## Text žalmu
Pojďme, jásejme Hospodinu,
oslavujme Skálu své spásy,
přistupme před něho s chvalozpěvy
a písněmi mu zajásejme!
Neboť veliký Bůh je Hospodin
a veliký Král nade všemi bohy.
V jeho ruce jsou hlubiny země
a jemu patří výšiny hor.
Jeho je moře, vždyť on je učinil,
i souš, kterou zhnětly jeho ruce.
Pojďme, padněme, klaňme se,
poklekněme před svým tvůrcem, Hospodinem!
Neboť on je náš Bůh
a my jsme lid, který pase, stádce vedené jeho rukou.